# 罗伯特·菲茨罗伊
罗伯特·菲茨罗伊（英語：Robert FitzRoy，1805年7月5日—1865年4月30日），生于阿姆普顿-霍尔，英国海军中将、水文地理学學家、气象学學家，於1828至1836年参加了对南极半岛、巴塔哥尼亚、火地岛及麦哲伦海峡等地的考察。於1854年成为英国气象局局长，主持天气预报事務。著有《“冒险号”和“猎犬号”探险船勘测航海记事》。

## 早年
菲茨罗伊1805年出生于一个上层贵族家庭，其父为陆军军官查尔斯·菲茨罗伊勋爵（Lord Charles FitzRoy），祖父是第三代格拉夫頓公爵奧古斯都·菲茨羅伊，其母弗朗西斯·斯图亚特（Frances Stewart）是第一代伦敦德里侯爵罗伯特·斯图亚特之女，卡蘇里子爵羅伯特·史都華的姐妹。有人认为，显赫的背景对他后来在皇家海军中扶摇直上颇有裨益。1817年，他进入朴茨茅斯皇家海军军官学校，2年后毕业，成为三桅帆船小猎犬号上的见习军官。

## 小猎犬号的航行
1826年至1830年，该舰第一次远航，然而1828年，当它快到南美洲时舰长普林格尔·斯托克斯自杀，菲茨罗伊临危受命成为舰长。途中他们遇到突然的风暴，2名船员遇难，在菲茨罗伊的指挥下得以返航。
1831年12月，小猎犬号再次出发，1836年10月返航。舰上配备的博物学家就是后来创立进化论的查尔斯·达尔文。脾气暴躁的菲茨罗伊与达尔文时有冲突，但仍支持后者考察安第斯山脉和加拉帕戈斯群岛。此后三年菲茨罗伊忙于整理4卷调查报告，其中第3卷由达尔文执笔，即是《小猎犬号航海记》。

## 新西兰总督
1843年，由于他在航海方面取得的成绩，英国国会任命其为新西兰总督。菲茨罗伊主张让毛利人享有与英国移民同等的土地使用权，以化解种族冲突，却遭致英国殖民部的强烈反对。1845年他被召回国，1850年正式去职。

## 气象工作

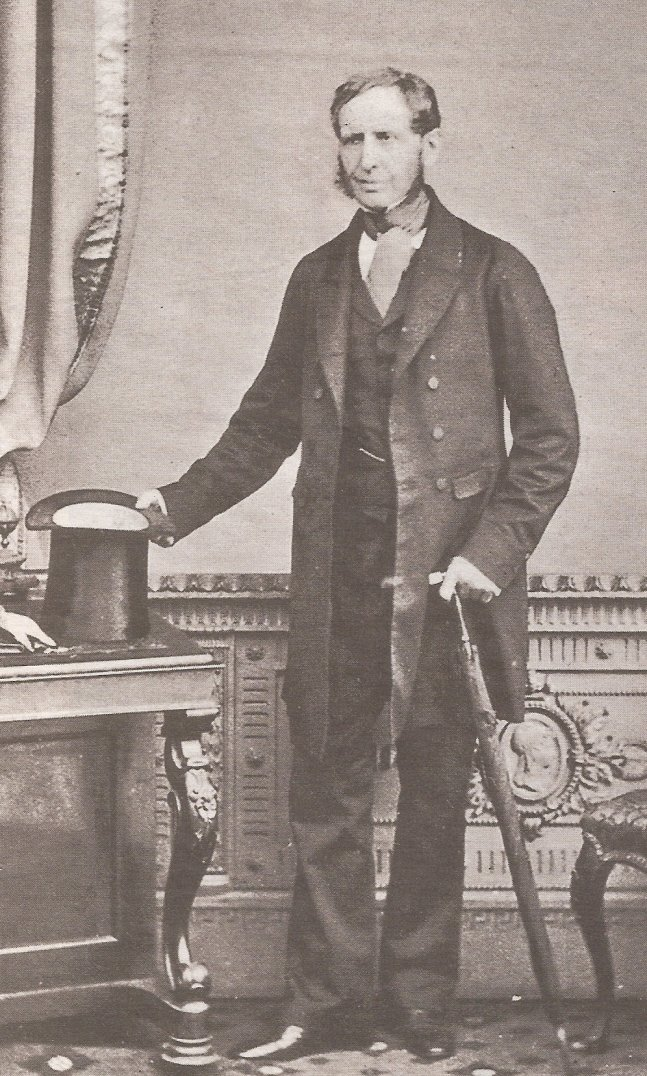
菲茨罗伊，1855年摄

1850年代初，菲茨罗伊在达尔文和弗朗西斯·蒲福推荐下进入皇家学会主持气象统计。1853年他代表英国参加了布鲁塞尔召开的气象会议，发表了重要的演讲。回国后，他让一些军舰装上了风速、气压、温度和湿度的测量仪器，测量航海时取得的资料，并据此绘制了新型海图，用以预测未来几个星期乃至几个月内的风力情况。他向皇家学会提交了报告，建议每艘海船都应进行气象观测。他还向一些渔港发放气压计等气象仪器，向航海者传授气象知识。
1859年秋天，英国一些地方发生大风暴，导致了一系列海难。菲茨罗伊核对了气象记录，发现风暴来临前英国许多地方气压偏低，夏天特别炎热和干燥。这证实了他关于气旋的理论，对于气象预报有重要作用。不久他写作了《英伦三岛的风暴》一书，论述了气旋和反气旋的结构。之后，他建立了24个气象站，所获情报通过电报传回伦敦。
1861年，已成为英国气象局局长的菲茨罗伊根据“天气图上气压等值线疏密程度决定风力大小”，结合各地传来的天气资料，设计了暴风信号标，在各个港口作出标示。从此，天气预报诞生了。

## 晚年

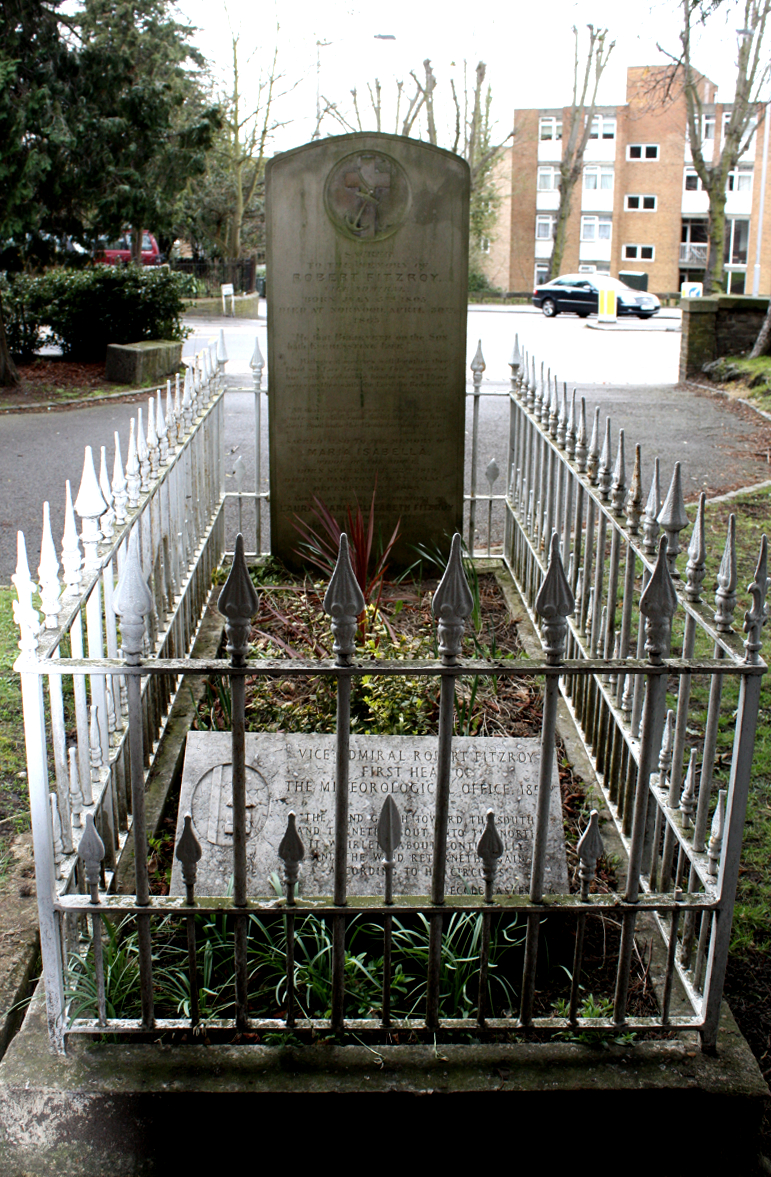
菲茨罗伊墓

1860年，菲茨罗伊参加了牛津大学举行的关于达尔文进化论的辩论，他高举《圣经》，声称“《圣经》就是不容怀疑的真理”，受到观众嘲笑。1863年，詹姆斯·格莱希尔成立了日报天气图公司，与他竞争，有人说菲茨罗伊的预报不准。种种不顺使他患上了抑郁症，1865年4月30日，他在上诺伍德自杀，死后葬于上諾伍德众圣教堂（All Saints' Church）的前院里。

## 外部连接
- O'Byrne, William Richard.  . 维基文库. John Murray. 1849.
- 罗伯特·菲茨罗伊收錄於維基文庫中的作品
- Hansard 1803–2005: Robert FitzRoy在國會中的貢獻
- 罗伯特·菲茨罗伊的作品  - 古騰堡計劃
- 互联网档案馆中罗伯特·菲茨罗伊的作品或与之相关的作品